# Afrana
Az Afrana (Ranidae) a kétéltűek (Amphibia) osztályába és  a békák (Anura) rendjébe és a valódi békafélék (Ranidae) családjába tartozó nem.

## Rendszerezés
Besorolásuk vitatott, egyes rendszerezők az Amietia nembe sorolják ezeket a fajokat.
A nembe az alábbi 10 faj tartozik:
- Afrana amieti
- Afrana angolensis
- Afrana desaegeri
- Afrana dracomontana
- Afrana fuscigula
- Afrana inyangae
- Afrana johnstoni
- Afrana ruwenzorica
- Afrana vandijki
- Afrana wittei